# United States Navy Reserve

Sigill

United States Navy Reserve är namnet på reserven inom USA:s flotta. Namnet var ursprungligen United States Naval Reserve från grundandet 1915 fram till 2005.

## Organisation
Chefen för flottans reserv är en viceamiral som ingår i flottans högkvartersstab OPNAV och som är ansvarig inför CNO och marinministern för reservförbanden och deras budget. I en separat roll är chefen för flottans reserv även befälhavare för Navy Reserve Force. Under Naval Reserve Force finns tre kommandon: Naval Air Forces Reserve, Navy Reserve Forces Command samt Navy Information Forces Reserve.
I september 2021 bestod U.S. Navy Reserve av crika 60 000 personer i Selected Reserve (SELRES) och i Full Time Support (FTS). Det tillkommer ytterligare 48 686 i Individual Ready Reserve (IRR).